# Джулинський Теофіл

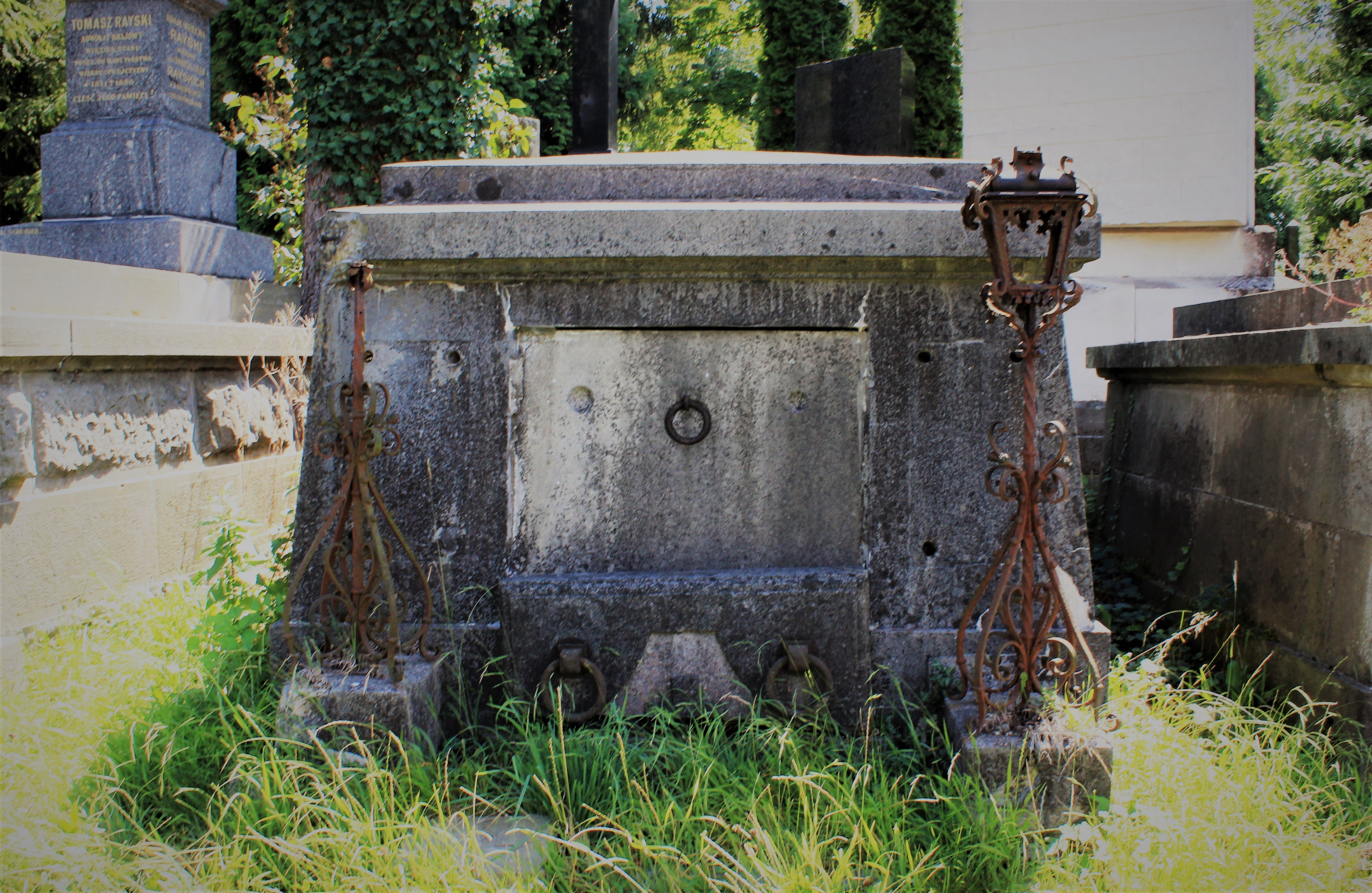
Гробниця родини Джулинських.

Теофіл Джулинський (13 червня 1850, с. Лапшин, нині Тернопільська область — 28 січня 1928, м. Львів) — український скульптор. Брат Лева Джулинського.

## Життєпис
Теофіл Джулинський народився 13 червня 1850 року в селі Лапшині, нині Нараївської громади Тернопільського району Тернопільської области України.
1870 року закінчив Львівську технічну академію. Протягом 1877—1881 років працював інженером будівельного департаменту Львівської міськради; від 1891 року був членом правління Ставропігійського інституту у Львові.
1906 року заснував власну скульптурну майстерню, яка розташовувалася на вулиці Францисканській (нині вулиця Тараса Бобанича) у Львові. У 1906–1913 роках разом із дочкою Олександрою створили серію скульптур «Населення Галичини», яка складається з понад 200 гіпсових і теракотових поліхромних статуеток (глиняні моделі тиражували й випалювали на Львівській фабриці художньої майоліки Івана Левинського). Також є окрема серія композицій переважно на теми українського народного побуту (близько 20 гіпсових і теракотових рельєфів; «Зустріч гуцулів», «Селяни та євреї», «Лірник і селянин», «Обід селянина», «Косар», «Сліпі»; етнографічні поради надавав Володимир Шухевич). Роботи зберігаються в Музеї етнографії та художнього промислу.
Від 1913 — у м. Мушині.
Помер 28 січня 1928 року у Львові[джерело?]. Похований в гробниці Джулинських, на 3-му полі Личаківського цвинтарі.